# المؤتمر العالمي لعلوم التربة

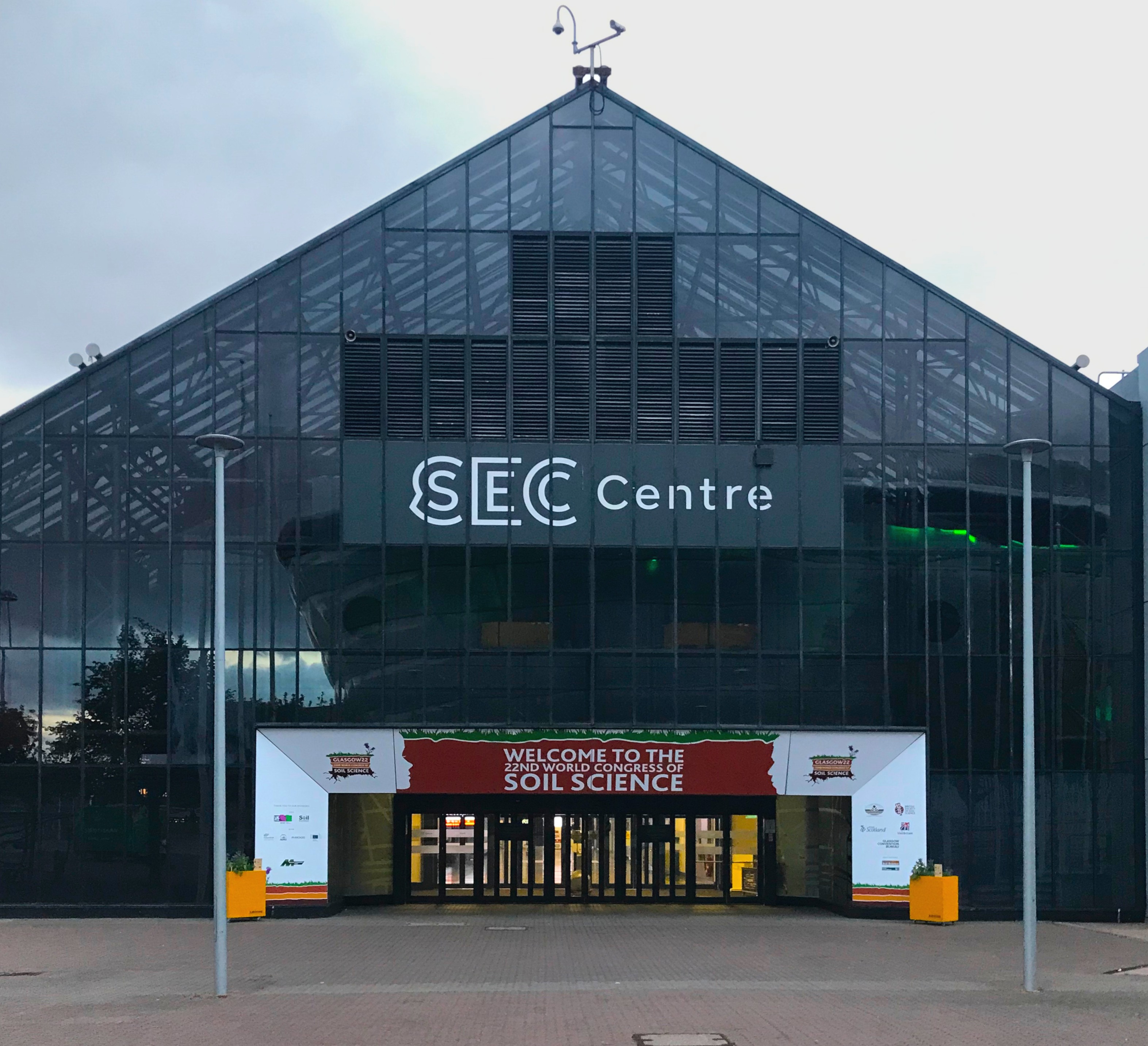
المدخل الرئيسي لنسخة 2022 من المؤتمر العالمي لعلوم التربة في غلاسكو ، المملكة المتحدة

المؤتمر العالمي لعلوم التربة (WCSS) هو مؤتمر علمي ينعقد كل أربع سنوات (على الرغم من انقطاعه بسبب الحرب العالمية الثانية) وذلك بإشراف من الاتحاد الدولي لعلوم التربة (IUSS). وتتمثل أهداف المؤتمر في: (أ) ضمان تقدم علم التربة وتطبيقاته، و (ب) التعامل مع أعمال المجتمع. ومن بين النسخ الثمانية عشر للمؤتمر، عقدت ثمانية مؤتمرات منها في أوروبا، وخمسة مؤتمرات في الأميركتين، وثلاثة مؤتمرات في آسيا، ومؤتمر واحد في أستراليا، ومؤتمر واحد في أفريقيا. المؤتمرات مفتوحة لأفراد المجتمع. وقد زاد عدد الأفراد الحاضرين بشكل مطرد، حيث حضر ما يقرب من 2000 فرد كل مؤتمر، وذلك منذ المؤتمر العالمي الخامس عشر للأمن الاجتماعي، والذي عقد في أكابولكو بالمكسيك.
انعقد المؤتمر العالمي التاسع عشر لعلوم التربة في الفترة من 1 إلى 6 أغسطس 2010 في بريسبان بأستراليا، في مركز بريسبان للمؤتمرات والمعارض. والموضوع الرئيس للمؤتمر كان يدور حول "حلول التربة لعالم متغير". وقد نظم رئيس الاتحاد الدولي للعلوم الاجتماعية (روجر سويفت)، ونائب الرئيس (نيل مينزيس) المؤتمر. وهو المؤتمر الثاني الذي يعقد في أستراليا، حيث استضافت أستراليا سابقًا المؤتمر العالمي التاسع لعلوم التربة، والذي عقد في أديلايد بأستراليا، في عام 1968، وعُقد بالاشتراك مع الجمعية الأسترالية لعلوم التربة. أما عن المؤتمر العالمي العشرون لعلوم التربة فقد عُقد في الفترة من 8 إلى 13 يونيو 2014 في جزيرة جيجو بكوريا الجنوبية. وعقدت الدورة الحادية والعشرون من المؤتمر في أغسطس 2018 في ريو دي جانيرو بالبرازيل، كما عقدت الدورة الثانية والعشرون للمؤتمر في عام 2022 في غلاسكو باسكتلندا. ومن المقرر أن تقام المؤتمرات المقبلة في كل من نانجينغ بالصين عام 2026، وتورنتو بكندا عام 2030م.

## المواقع السابقة والمستقبلية لـلمؤتمر العالمي لعلوم التربة:
يوضح الجدول التالي المواقع التي عقد بها المؤتمر العالمي لعلوم التربة، وكذلك المواقع التي سيعقد بها في الدورتين الثالثة والعشرون 2026م، والرابعة والعشرون 2030م.
| المؤتمر         | العام | الموقع                                   |
| --------------- | ----- | ---------------------------------------- |
| الرابع والعشرون | 2030  | تورونتو- كندا                            |
| الثالث والعشرون | 2026  | نانجنج- الصين                            |
| الثاني والعشرون | 2022  | غلاسكو- اسكتلندا- المملكة المتحدة        |
| الواحد والعشرون | 2018  | ريو دي جانيرو- البرازيل                  |
| العشرون         | 2014  | جزيرة جوجيو دو- كوريا الجنوبية           |
| التاسع عشر      | 2010  | بريسبان- كويزلاند- أستراليا              |
| الثامن عشر      | 2006  | فيلادلفيا- بنسلفانيا- الولايات المتحدة   |
| السابع عشر      | 2002  | بانكوك- تايلاند                          |
| السادس عشر      | 1998  | مونتبلير- فرنسا                          |
| الخامس عشر      | 1994  | أكابولوكو- المكسيك                       |
| الرابع عشر      | 1990  | كيوتو- اليابان                           |
| الثالث عشر      | 1986  | هامبورج- ألمانيا                         |
| الثاني عشر      | 1982  | نيودلهي- الهند                           |
| الحادي عشر      | 1978  | أدموندن- ألبرتا- كندا                    |
| العاشر          | 1974  | موسكو- روسيا                             |
| التاسع          | 1968  | أديلايد- أستراليا                        |
| الثامن          | 1964  | بوخارست- رومانيا                         |
| السابع          | 1960  | ماديسون- الولايات المتحدة                |
| السادس          | 1956  | باريس- فرنسا                             |
| الخامس          | 1954  | ليوبو لدفيل- جمهورية الكونغو الديمقراطية |
| الرابع          | 1950  | أمستردام- هولندا                         |
| الثالث          | 1935  | أكسفورد- بريطانيا                        |
| الثاني          | 1930  | ليننجراد- روسيا                          |
| الأول           | 1927  | واشنطن العاصمة- الولايات المتحدة         |

## روابط خارجية
- الموقع الرسمي للاتحاد الدولي للعلوم الاجتماعية
- الموقع الرسمي للمؤتمر العالمي التاسع عشر للرياضيات (2010)
- الموقع الرسمي لـ ASSSI
- موقع مركز بريسبان للمؤتمرات والمعارض